# 叶兆佳
叶兆佳（葡萄牙語：Ip Sio Kai，1960年—），男，汉族，中华人民共和国政治人物。现任澳门银行公会主席，中国银行澳门分行副行长。第十四届全国政协委员。